# Warzone 2100
Warzone 2100 is een opensource-RTS-computerspel, aanvankelijk ontwikkeld door Pumpkin Studios en uitgegeven in 1999 door Eidos Interactive. In december 2004 werden de broncode en de mediabestanden van het spel vrijgegeven onder de GNU General Public License (GPL). Het spel is het enige product van Pumpkin Studios. Het spel lijkt in grote mate op Earth 2150 maar bevat ook nieuwe elementen zoals radartechnologieën, de nadruk op het gebruik van artillerie (evenals tegenaanvallen) en het vaker gebruikmaken van filmpjes (FMV's) ter ondersteuning tijdens het spelen. Daarnaast kan de speler eigen voertuigen ontwerpen. Het spel is gedeeltelijk in het Nederlands vertaald.

## Ontvangst
| Beoordeeld door             | Platform    | Datum          | Score |
| --------------------------- | ----------- | -------------- | ----- |
| GameGenie                   | Windows     | 1998           | 100%  |
| JeuxVideoPC.com             | Windows     | 20 juli 2006   | 80%   |
| IGN                         | Windows     | 16 april 1999  | 80%   |
| GamePro (USA)               | Windows     | 1 januari 2000 | 80%   |
| Gamesmania                  | Windows     | 1999           | 80%   |
| Game Revolution             | PlayStation | 24 mei 2002    | 75%   |
| Spel för Alla               | PlayStation | september 1999 | 70%   |
| Computer Gaming World (CGW) | Windows     | juli 1999      | 70%   |
| GameSpot                    | PlayStation | 16 juni 1999   | 65%   |
| Spel för Alla               | Windows     | augustus 1999  | 50%   |

## Afbeeldingen

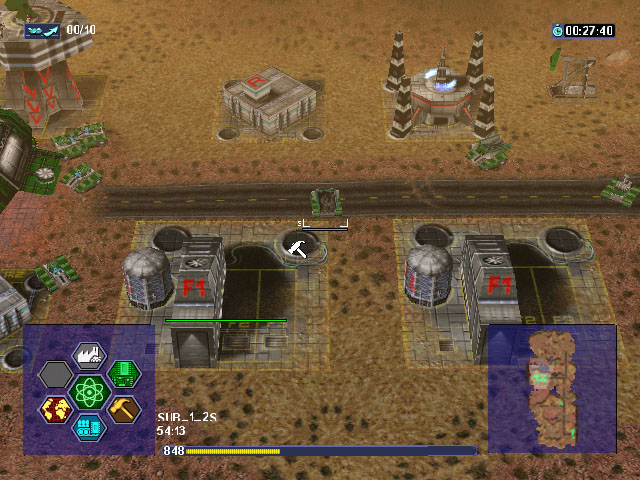
Basis
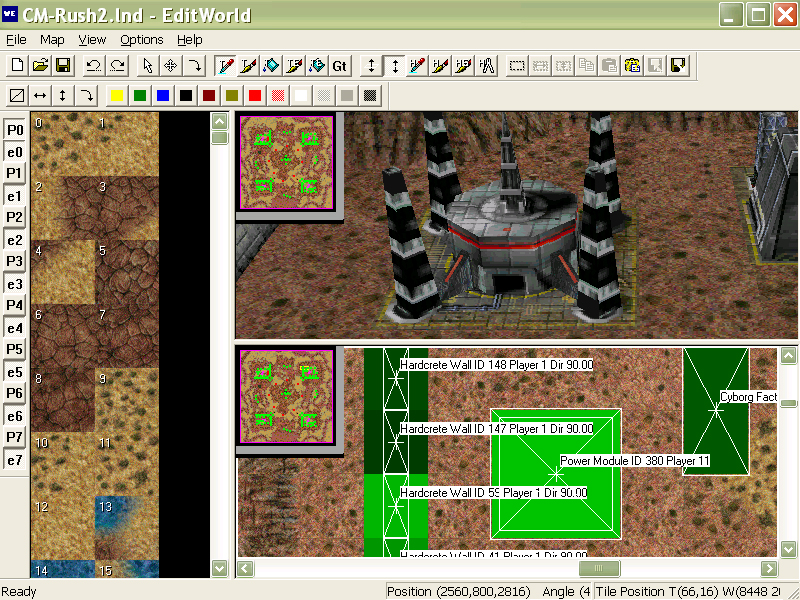
EditWorld, de leveleditor voor Warzone 2100
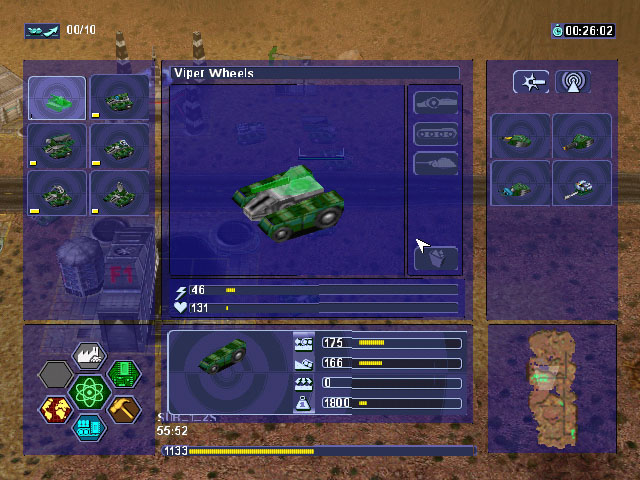
Het ontwerpen van een voertuig.
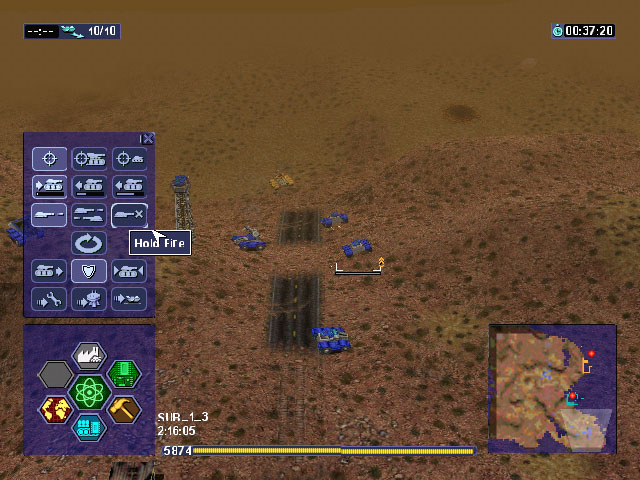
Warzone 2100 ingame.
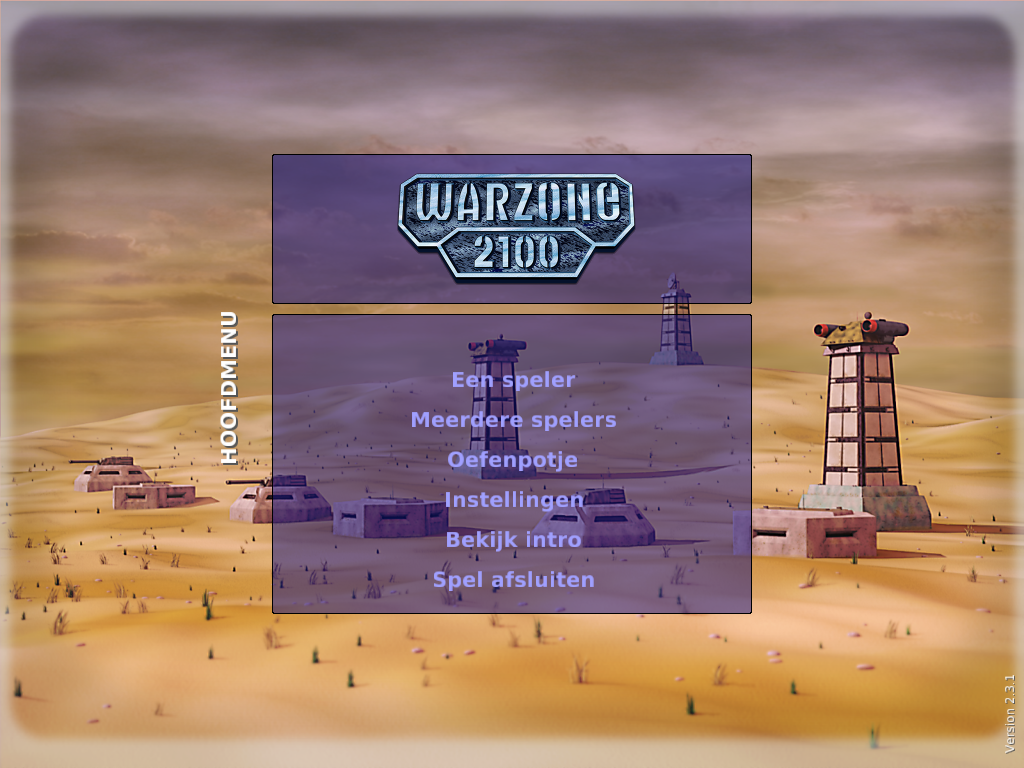
Nederlands hoofdmenu.